# Škoda 1200
Škoda 1200 — сімейство легкових автомобілів, що виготовлялося підприємством AZNP Skoda (чеськ. Automobilové závody, národní podnik Škoda — автомобільний завод народного підприємства «Шкода») у 1952—1956 рр.
Було виготовлено 33 599 автомобілів.

## Історія

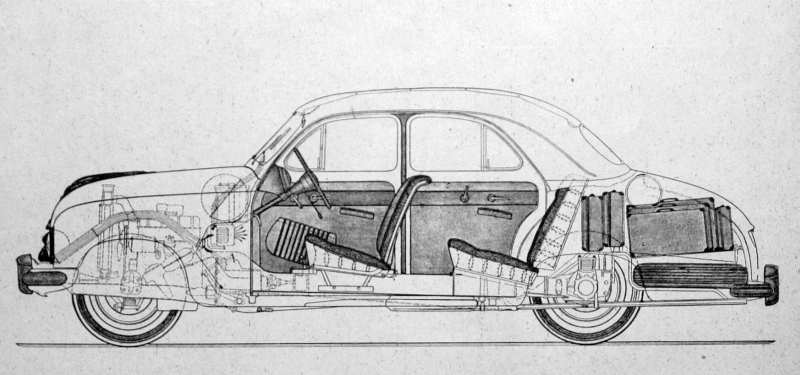
Компонування Škoda 1200

Розробка Škod'и 1200 розпочалась у 1948 р., а виробництво у 1952 р. Практично усе шасі (включно з хребтовою рамою й підвіскою на поперечних ресорах) було запозичене у попередника — Škod'и 1101/1102. Єдиним оновленням шасі стала система централізованого мащення.
Автор хребтової рами — чеський інженер Ганс Ледвінка, що працював, зокрема, у компаніях Steyer і Tatra.
З 1951 р. на завод у Млада-Болеславі було перенесено виробництво Tatr'и 600, що стала виготовлятись паралельно зі Škod'ами (в рамках планової народногосподарської системи завод був відповідальним за виробництво легкових автомобілів).

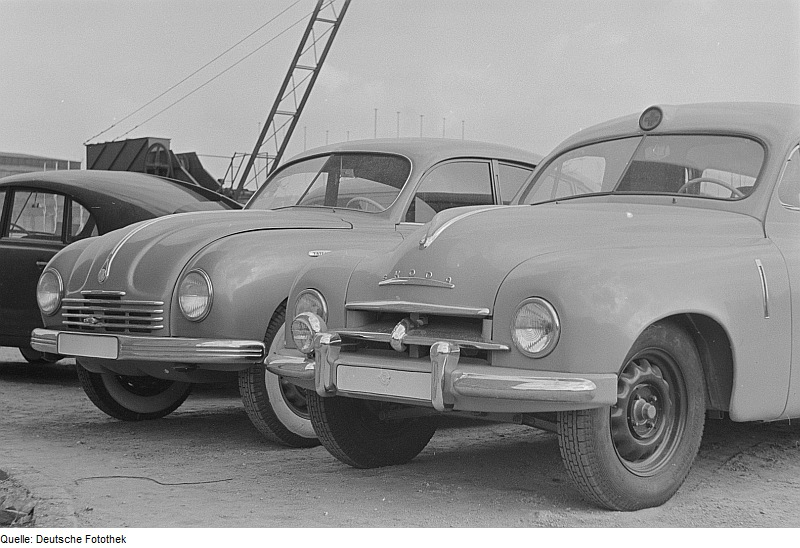
Škoda 1200 і Tatra 600

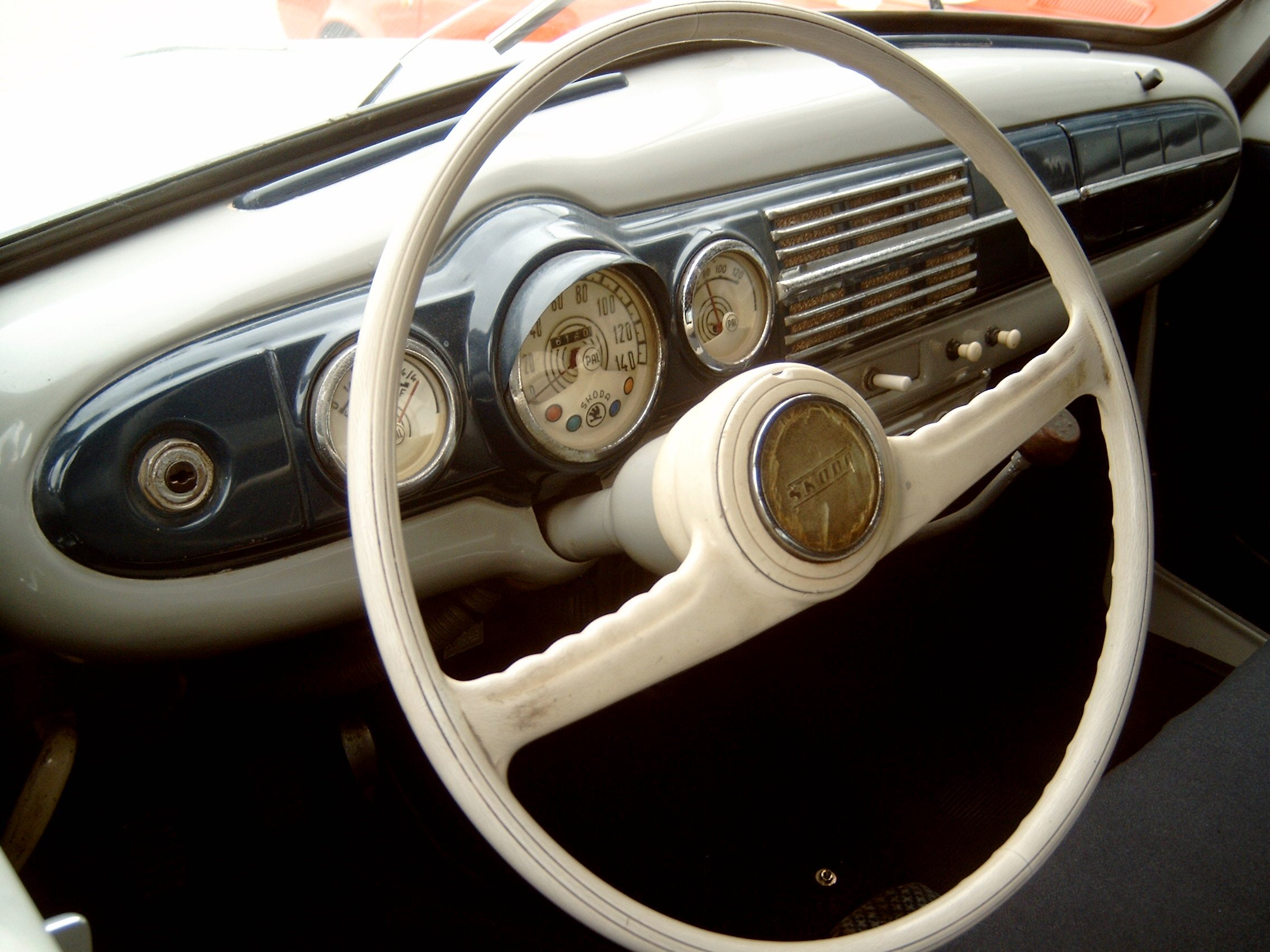

Škoda 1200 (typ 955) — перший представник марки з суцільнометалевим понтонним кузовом (попередник мав дерев'яний каркас кузова). Серед інших прогресивних на той час рішень: «передні» приховані за кузовними панелями петлі дверей, просторий салон, кришка багажника, що доходила до заднього бампера. Лобове скло складалось з двох плоских половин, а заднє вже було гнутим. Капот автомобілів перших серій прикрашала декоративна крапля з підсвіткою, що вмикалась при увімкнених фарах.
У порівнянні з попередником робочий об'єм 4-циліндрового верхньоклапанного двигуна збільшили до 1221 см³ (з 1089 см³). З горизонтальними карбюраторами Solex або Jikov при ступені стиску 6,6:1 двигун розвивав потужність 36 к. с. (при 4100 об/хв). Чотириступенева коробка передач мала синхронізатори тільки на ІІІ та IV передачах. Динамічними властивостями автомобіль не вирізнявся (до 100 км/год розганявся вкрай важко), однак мав малу витрату бензину — 9-10 л/100 км (хороший результат на той час).
Підвіска усіх коліс була незалежною, з поперечними ресорами: передня — з верхніми поперечними (трикутними) важелями й ресорою знизу, а задня — з хитними півосями й ресорою зверху. Амортизатори — важільні.
Кермове керування — типу гвинт-гайка.

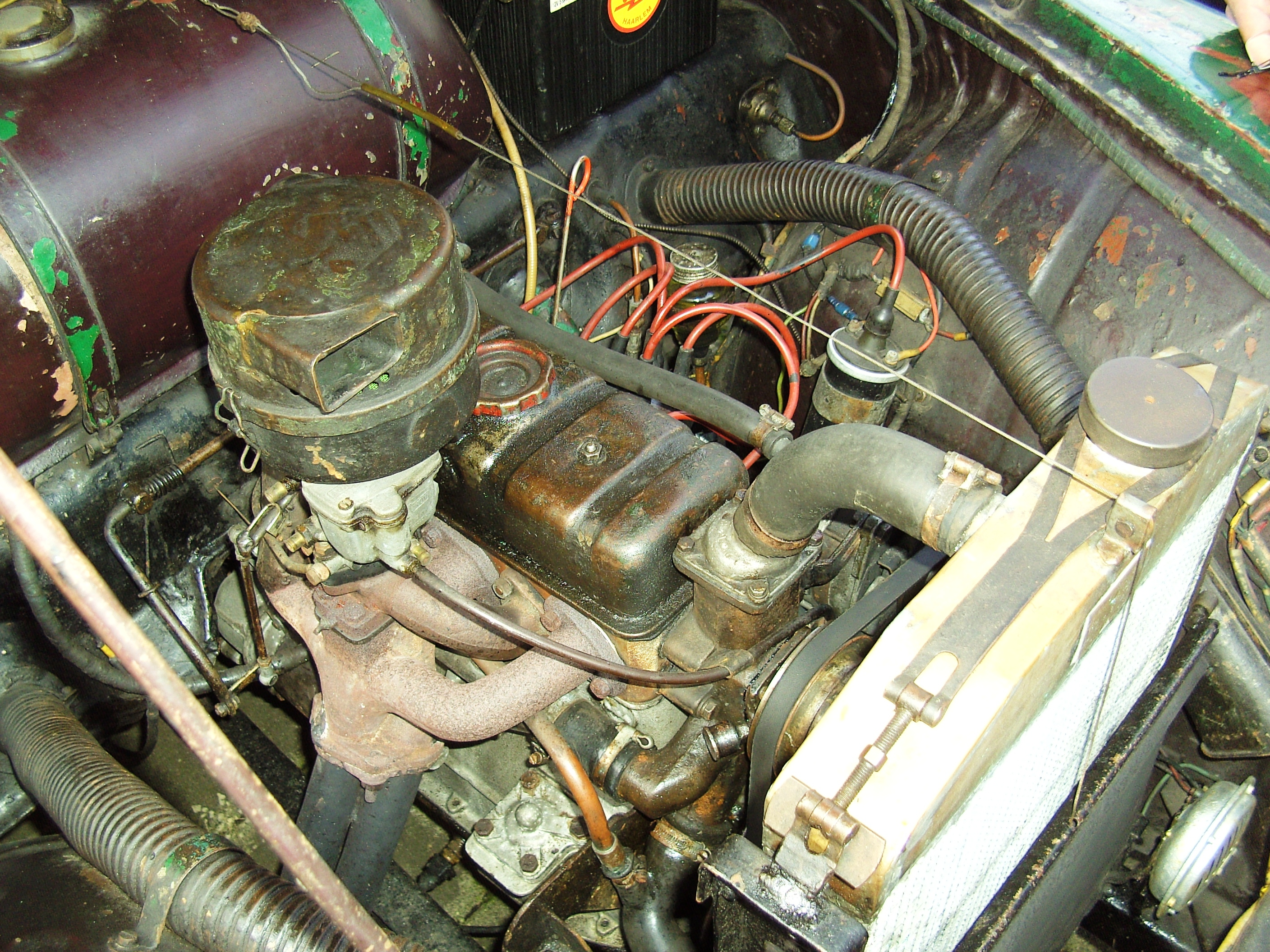
Бак знаходився у підкапотному просторі

Привід робочої гальмівної системи — гідравлічний, одноконтурний, усі гальмівні механізми — барабанні. Механічний привід стоянкового гальма діяв на задні колеса.
Типорозмір шин — 5,50 × 16 (6,00 × 16).
Спочатку виготовлялись виключно седани, пізніше універсали (STW — Sport Touring Wagon). Існував навіть 2-дверний фаетон (родстер), що залишився дослідним зразком. Близько 20 седанів мали більший 1,5-літровий двигун (Škoda 1500). Універсал слугував основою для фургона, карети швидкої допомоги та катафалку. Карета швидкої допомоги і катафалк, на відміну від універсала мали довший на 120 мм кузов.
Ціна «Шкоди 1200» до грошової реформи 1953 р. становила 29 000 Kčs (крон) у базовій комплектації (не на багато дорожче за Škod'у 440 — модель нижчого класу) й залишалась такою до 1961 р., коли у виробництво була запущена Škoda 1202 (44 000 Kčs за універсал).
Однак, роздрібного продажу населенню на початку-середині 1950-их у ЧССР не існувало, більшість автомобілів призначалась для задоволення потреб партійних, державних та кооперативних організацій і підприємств.
Значна кількість седанів потрапила у органи міліції й державної безпеки Чехословаччини, що створило автомобілю певну репутацію.
Škoda 1200 була однією з останніх автомобілів у Європі з семафорними покажчиками поворотів (висувними прапорцями у центральній стійці).
Не дивлячись на різноманіття кузовів «Шкода 1200» мала прізвисько «седан».

## Виноски
1. ↑  Technická data aut Škoda 1200 a 1201… www.skoda1202.predseda.com
2. ↑  Журнал «Автолегенды СССР и соцстран», 2016., № 192 (Škoda 1201)